# Германия на «Евровидении-2008»
На Евровидение 2008 Германию представила группа No Angels с песней Disappear. Исполнитель сразу прошёл в финал конкурса, так как Германия состоит в «Большой четвёрке». Песня заняла предспоследнее место, набрав 14 баллов. На Евровидение 2008 Германии больше всего баллов (12) дала  Болгария

## Национальный отбор

### Результаты национального отбора
6 марта 2008 прошел национальный отбор. 50 % жюри и 50 % телеголосов определили победителя.
| # | Исполнитель          | Песня            |
| - | -------------------- | ---------------- |
| 1 | Marquess             | La histeria      |
| 2 | Tommy Reeve          | Just one woman   |
| 3 | Cinema Bizarre       | Forever Or Never |
| 4 | Carolin Fortenbacher | Hinterm Ozean    |
| 5 | No Angels            | Disappear        |

### Исполнитель
В составе группы выступили (слева направо на картинке):
- Jessica Wahls
- Sandy Mölling
- Nadja Benaissa
- Lucy Diakovska